# Sestri Levante
Sestri Levante – miejscowość i gmina we Włoszech, w regionie Liguria, w mieście metropolitalnym Genua (poprzednio prowincji Genua).
Według danych na rok 2004 gminę zamieszkuje 19 066 osób, 577,8 os./km².
Na terenie gminy znajdują się stacje kolejowe Riva Trigoso i Sestri Levante.
Zygmunt Krasiński i Delfina Potocka spędzili w miejscowości wrzesień 1842 roku.

## Linki zewnętrzne

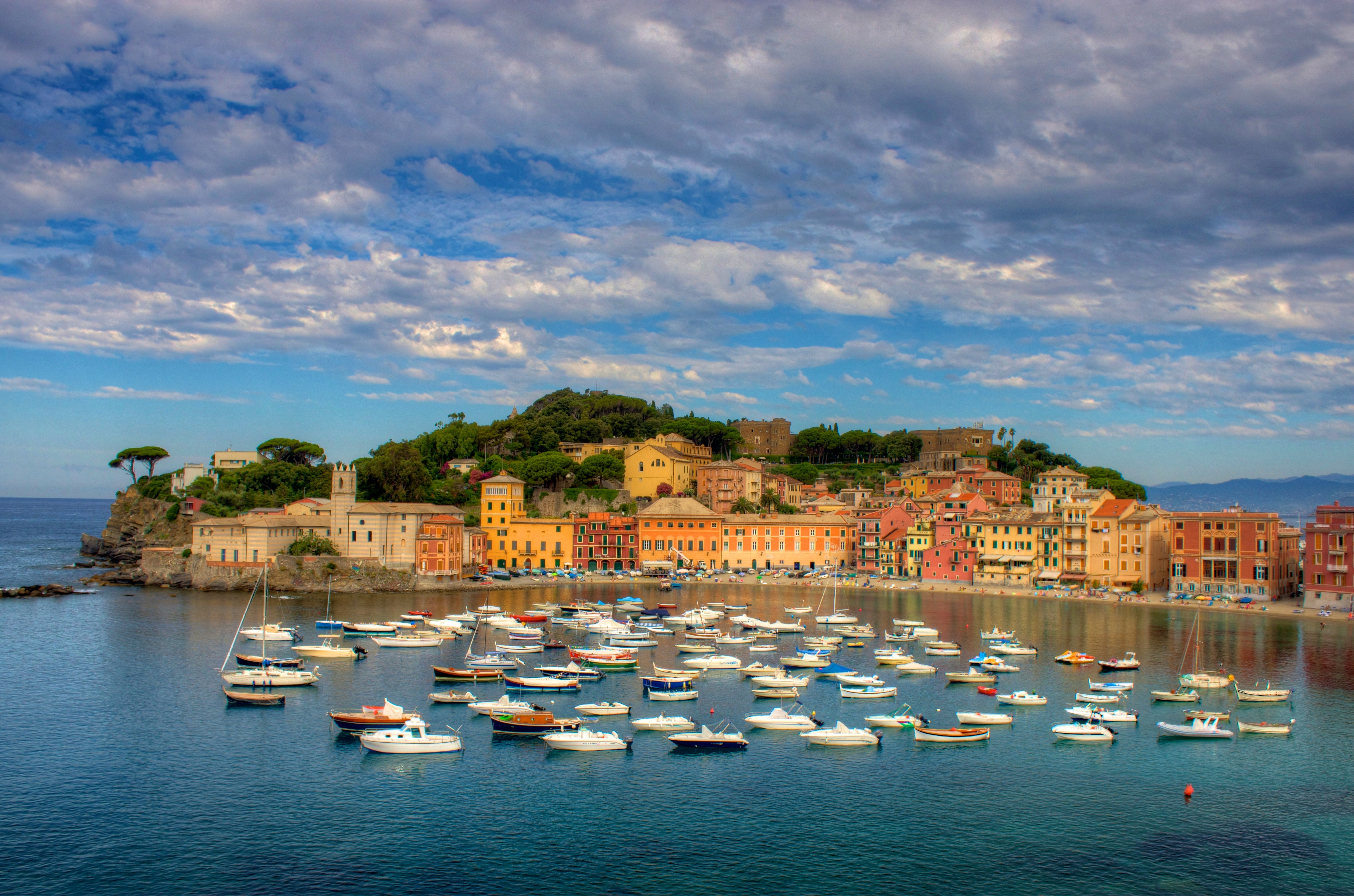
Panorama miasta Sestri Levante

## Miasta partnerskie
- Dole